# Stanisław Bojarczuk

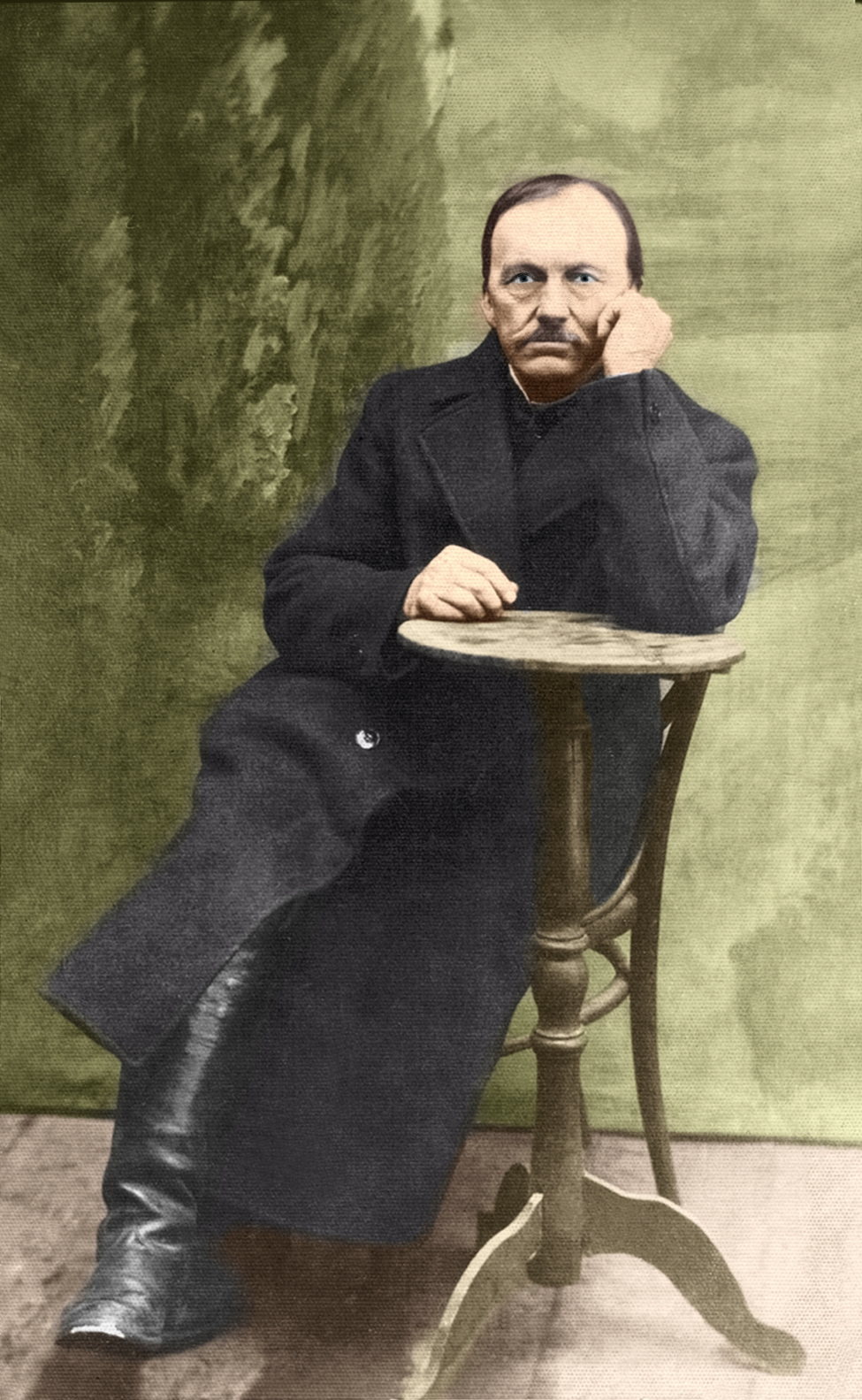
Stanisław Bojarczuk około 1925 roku

Stanisław Bojarczuk (ur. 5 kwietnia 1869 we wsi Krakowskie Przedmieście k. Krasnegostawu, zm. 31 grudnia 1956 we wsi Rońsko) – polski poeta chłopski, autor ok. 1000 sonetów, samouk.

## Życiorys
Stanisław Bojarczuk był synem Aleksandra i Agaty, uwłaszczonych chłopów pańszczyźnianych. Dzieciństwo i młodość spędził w miejscu urodzenia. Przez dwie zimy uczęszczał do szkoły elementarnej. Tam jego nauczycielka – pani Bronisława dostrzegła w nim talent i otoczyła go opieką. Udostępniała mu książki i czasopisma. Trudna sytuacja domowa uniemożliwiła mu naukę w pobliskim Krasnymstawie, lecz drogą czytelnictwa z pasją poznawał świat.
W 1891 wziął ślub z młodszą o trzy lata Agatą z Chomików, a dwa lata później przeniósł się do Rońska koło Krasnegostawu, gdzie mieszkał już do końca swoich dni.
Rodzina Bojarczuków mieszkała w dwuizbowej chacie, przy czym jedną izbę zajmowała rodzina Władysława Klawisza, a drugą Stanisława Bojarczuka (osiem osób!). Z sześciorga ich synów tylko trzech dożyło pełnoletności. Niedostatek graniczący z nędzą towarzyszył im przez całe życie.
Bojarczuk wiódł żywot typowy dla polskiego chłopa z przełomu wieków. Gospodarował z żoną na własnym kawałku ziemi, a na starość przekazał gospodarstwo synowi, zajmując się pasaniem bydła. Lubił to zajęcie, bo miał wtedy dużo czasu na czytanie, podziwianie uroków natury, na wspomnienia i pisanie wierszy. W wolnych chwilach dużo czytał. Interesowały go nauki przyrodnicze, filozofia, astronomia, kosmologia, historia, mitologia, malarstwo, rzeźba, architektura, muzyka, a przede wszystkim – literatura.
Dzięki stateczności, talentowi i rozległej wiedzy, cieszył się szacunkiem i uznaniem u krasnostawskiej inteligencji, której spotkania odbywały się u rejenta Komorowskiego. Wybierano go do powiatowych rad samorządowych, uczestniczył w działalności Związku Młodzieży Wiejskiej i Strzelca. Był zwolennikiem Piłsudskiego.
W ciągu długiego życia prawie nie opuszczał rodzinnych okolic. Nieliczne dalsze wyprawy, to piesze pielgrzymki – „wycieczki” na odpusty do Gorzkowa, Krasnobrodu, Leżajska, Tarnogóry, Lublina i na Jasną Górę. W 1921 r. prawdopodobnie dotarł raz w życiu pociągiem do Warszawy.

## Twórczość
Najstarszy zachowany wiersz Bojarczuka datowany jest na 1914 r. Jego wcześniejszej twórczości nie odnajdziemy. Prawdopodobnie sam wszystko zniszczył, słabo oceniając swe pierwsze poetyckie kroki.
Gromadzona wiedza i rozwijany warsztat poetycki czekały na eksplozję przez 55 lat. W 1924 roku wiersz Kazimierza Przerwy–Tetmajera O sonecie nadał kierunek jego literackim zamiłowaniom. Od tego czasu Bojarczuk pisał sonety. Sonet zafascynował go jako miniaturowa, kunsztowna konstrukcja poetycka, w której można, jak sugerował Tetmajer, zamieścić ważką problematykę, a o to mu przede wszystkim chodziło.
W sonetach z podziwem odnosił się do harmonii i porządku panującego w przyrodzie. Był uważnym i wrażliwym obserwatorem. Wobec otaczających go zjawisk zajmował czasem postawę wrażliwego na piękno estety, czasem moralizował, to znów skłaniał się ku refleksji. W szczególny sposób przeżywał piękno rodzimego krajobrazu, zachwycał się urokami kobiecego ciała, urzekała go barwność religijnych i ludowych obrzędów, doznawał wzruszeń w kontaktach z dziełami sztuki. W oparciu o uznane zasady moralne oceniał postawy i postępowanie ludzi, stosunki społeczne i wydarzenia historyczne. Niewiele miejsca poświęcił na opis trudnego życia rolnika.
Bojarczuka jeszcze za życia „wciągnięto” na listę poetów ludowych. Mimo że był chłopem, to jego twórczość nie wpisuje się w nurt poezji ludowej.

## Publikacje
W latach trzydziestych przyjaciel i protektor Bojarczuka – Józef Nikodem Kłosowski – opublikował kilka jego wierszy w wydawanym w Krasnymstawie czasopiśmie „Wieś Krasnystawska”. Sugerował, by Lubelski Związek Literatów wydał tomik sonetów Bojarczuka. Informacją tą zainteresował się Józef Czechowicz, prosząc w liście skierowanym do Kłosowskiego o przesłanie kilku utworów poety z Rońska do redagowanej przez siebie Kolumny poetyckiej w „Zecie”. Niestety, ani w „Zecie”, ani pod firmą Lubelskiego Związku Literatów, jego wiersze się nie ukazały.
Kłosowski, w redagowanym w Lublinie „Zdroju”, zamieścił kilka jego wierszy. W 1946 roku poeta został zaproszony do udziału w Festiwalu Sztuki w Lublinie, zorganizowanym pod patronatem Ministerstwa Kultury i Sztuki. W dniu 8 października w ramach tego Festiwalu wystąpił w Poranku Poetów Ludowych i Młodych Poetów Lubelskich. Informowały o tym afisze i zaproszenia.
W 1955 roku Kłosowski opublikował poświęcony mu artykuł Chciałem być chłopskim Petrarką. Po jego ukazaniu się prasa codzienna i osoby odpowiedzialne za rozwój kultury na terenie województwa zainteresowały się poetą z Rońska. Przyznano mu zapomogę, odznaczono Złotym Krzyżem Zasługi, próbowano bezskutecznie leczyć jego chore oczy.
Dzięki staraniom Józefa Nikodema Kłosowskiego i Zbigniewa Stepka w grudniu 1956 roku (tuż przed śmiercią poety – 31 grudnia 1956 r.) nakładem Ludowej Spółdzielni Wydawniczej ukazał się zbiór ponad stu sonetów Bojarczuka pt. Blaski i dźwięki. Stanowi to około jednej dziesiątej jego dorobku.
Na początku lat osiemdziesiątych XX wieku Józef Zięba, lubelski poeta i prozaik, podjął się trudu wydobycia sonetów Bojarczuka z rękopisów. Maszynopis książki opatrzył tytułem Linie liryki (wskazany za życia przez Stanisława Bojarczuka). Przez wiele lat starał się bezskutecznie zainteresować potencjalnych wydawców.
W 2008 r. po wielu latach starań środowiska literackiego Lubelszczyzny (Józefa Zięby, Jana Henryka Cichosza, Grupy Literackej „Słowo”, Grupy Literackiej A4), kropkę nad „i” postawiła Miejska Biblioteka Publiczna w Krasnymstawie – ukazał się wybór około trzystu sonetów Bojarczuka pod tytułem Linie liryki (wybór sonetów).
Rękopisy Stanisława Bojarczuka są w posiadaniu Muzeum Józefa Czechowicza w Lublinie, Muzeum Regionalnego w Krasnymstawie oraz osób prywatnych.

## Ordery i odznaczenia
- Złoty Krzyż Zasługi
- Brązowy Krzyż Zasługi (9 listopada 1931)[1]

## Książki, recenzje i artykuły
1. Chciałem być chłopskim Petrarką – Józef Nikodem Kłosowski, „Kamena” 1955 nr 8–9.
2. Marzenia młodości zamknięte w sztambuchu mamy możliwość zrealizować – Wiera Korneluk, „Sztandar Ludu” 1956 nr 61.
3. Nad Bojarczukiem – Stanisław Czernik, „Orka” 1957 nr 6 s. 6.
4. Poeta renesansowy – Tadeusz Kłak, „Kamena” 1957 nr 124/125 s. 7, 10.
5. Poeci ludowi Lubelskiego – Tadeusz Kłak, „Kalendarz Lubelski” 1958 s. 40–42.
6. Elementy ludowe w twórczości Bojarczuka – Alina Aleksandrowicz, „Literatura Ludowa” 1959 nr 5–6 s. 39.
7. Drugie oblicze Stanisława Bojarczuka – Tadeusz Kłak, „Kamena” 1960 nr 20.
8. Listy – Czechowicz Józef, Lublin 1977 s. 212 (list do J.N. Kłosowsiego z 24 III 1933, dotyczący m.in. Stanisława Bojarczuka).
9. Blaski i cienie – Jan Henryk Cichosz, „Tygodnik Chełmski” 1982 nr 28.
10. O Stanisławie Bojarczuku – chłopskim poecie – Edward Franciszek Cimek, „Zielony Sztandar” 1983 nr 69.
11. Chłopski Petrarka – Jan Henryk Cichosz, „Kultura i Życie” 1984 nr 17.
12. Zakurzona perła – Jan Henryk Cichosz, „Posłowie” 1984 nr 11 (dwumiesięcznik kulturalny Grupy Literackiej „Słowo”).
13. Perła w popiele – Jan Henryk Cichosz, „Tygodnik Zamojski” 1985 nr 12.
14. Poeta z Rońska – Jan Henryk Cichosz, „Tygodnik Chełmski” 1987 nr 317.
15. Poetycki przedsionek: Pożółkła pamięć – Jan Henryk Cichosz, „Tygodnik Zamojski” 1988 nr 429.
16. Stanisław Bojarczuk 1869-1956 – Józef Zięba, Muzeum Lubelskie, Oddział Literacki im. Józefa Czechowicza, Lublin 1990.
17. Petrarkowy uczeń – Józef Zięba, „Kresy Literackie” 1990 nr 24.
18. Stanisław Bojarczuk 1869-1956 – Jan Henryk Cichosz, „Gazeta Krasnostawska” 1990 nr 15.
19. O Stanisławie Bojarczuku – wspaniałym poecie naszej ziemi – Edward Franciszek Cimek, „Ziemia Krasnostawska” 1996 nr 23 (zawarte w dodatku: Kwartalnik Kulturalno – Oświatowy „Hereditas” nr 10).
20. Stanisław Bojarczuk – wspomnienie – Jan Henryk Cichosz, „Ziemia Krasnostawska” 1999 nr 50.
21. Niepotrzebny Stanisław Bojarczuk – Jan Henryk Cichosz, „Ziemia Krasnostawska” 2001 nr 92.
22. Stanisław Bojarczuk pięćdziesiąt lat czeka na wydawcę – Józef Zięba, „Lublin. Kultura i społeczeństwo”, 2006 nr 2.
23. Zapomniany poeta – Anna Haluch, „Nowy Tydzień” 2007 nr 71.
24. Stanisław Bojarczuk (1869–1956) – Jan Henryk Cichosz, „Echo Krasnegostawu” 2007 nr 157.
25. Stanisław Bojarczuk – zapomniany poeta – Mariusz Kargul, Dariusz Włodarczyk, „Krasnostawskie Pryzmaty” 2007 nr 4.
26. Wskrzeszanie Bojarczuka – Mariusz Kargul, „Echo Krasnegostawu” 2007 nr 174.
27. „Poetyckie Łany. Kwartalnik Kulturalny Grupy Literackiej A4” 2007 nr 2 – wydanie poświęcone osobie Stanisława Bojarczuka.
28. Bojarczuk odkryty na nowo – Mariusz Kargul, „Nowy Tydzień” 2007 nr 89.
29. Poetyckie Łany – Józef Zięba, „Lublin. Kultura i społeczeństwo” nr 3/2007.
30. Poeta powrócił – W.S., „Kresy Tygodnik Chełmski” 2008 nr 29.
31. Lepiej późno niż... – Mariusz Kargul, „Kozirynek” 2008 nr V, „Zamojski Kwartalnik Kulturalny”, 2008 nr 96, „Nestor” 2008 nr 5, www.zamosconline.pl[2]
32. Polski Petrarka – Marek Szymaniak, „Nestor” 2008 nr 5.
33. Stanisław Bojarczuk – Jan Henryk Cichosz, „Nestor” 2008 nr 5.
34. Objawienie polskiej literatury – Andrzej David Misiura, „Nestor” 2008 nr 5.
35. Petrarka spod Krasnegostawu – Krzysztof Fiołek, „Lampa” 2008 nr 11.
36. Chłopina – Jacek Dehnel, Wirtualna Polska/Felietony/Książki, 12.12.2008 r.[3]
37. Polski Petrarka z Krasnegostawu – Marek Szymaniak, www.wiadomosci24.pl, 18.01.2009 r.[4]
38. Petrarka spod Krasnegostawu – Agnieszka Kościuk, „Gadki z Chatki” marzec 2009 nr 79.
39. Biblioteka imienia Bojarczuka? – „Nestor” 2009 nr 2.
40. Jak literaci narozrabiali – Małgorzata Mazur, „Tygodnik Zamojski” 2009 nr 33.
41. Linie liryki, Stanisław Bojarczuk – Mariusz Kargul, „Machina” 2010 nr 5(50).
42. Bojarczuk wśród żywych – Mariusz Kargul, „Echo Krasnegostawu” 2010 nr 26(333).
43. Szaleniec boży w okopach Petrarki. Andrzej Stasiuk odkrywa polskiego Petrarkę – rozmowa Andrzeja Stasiuka i Mariusza Kargula, „Tygodnik Powszechny” 2012 nr 1(3620).
44. Syriuszki Stanisława Bojarczuka - model inkrustowany - Zuzanna Guty, „Nestor” 2012, nr 3.
45. Rzut oka na specyfikę języka poetyckiego Stanisława Bojarczuka - Zuzanna Guty, „Nestor” 2013, nr 1.
46. Syriuszki Stanisława Bojarczuka w świetle historii gatunku - Zuzanna Guty, „Nestor” 2013, nr 4.
47. Model gwarowy Hanki Nowobielskiej a sonety Stanisława Bojarczuka - Zuzanna Guty, „Nestor” 2014, nr 1.